# Miillaaraq Lennert
Miillaaraq Lennert (ur. 2 maja 1988 w Nuuk) – grenlandzka biathlonistka.
Swój pierwszy występ na arenie międzynarodowej zanotowała w 2006 roku podczas MŚJ, które jednocześnie były Młodzieżowymi ME i odbyły się w amerykańskim Presque Isle. Lennert nie wystartowała w biegu indywidualnym, a sprintu nie ukończyła. W 2007 roku zanotowała swój największy sukces zajmując 31. miejsce w sprincie na MŚJ we włoskiej miejscowości Martell-Val Martello oraz osiągając 30. pozycję podczas biegu indywidualnego na MME w biathlonie w bułgarskim Bansku. Na MŚJ była 52. w biegu indywidualnym i 44 w biegu pościgowym. Natomiast w MME zajęła 32. miejsce w sprincie.